# Synoestropsis grisoli
Synoestropsis grisoli är en nattsländeart som beskrevs av Luisa Eugenia Navas 1924. Synoestropsis grisoli ingår i släktet Synoestropsis och familjen ryssjenattsländor. Inga underarter finns listade i Catalogue of Life.